# پرورشگاه اشنلر
پرورشگاه اشنلر (انگلیسی: Schneller Orphanage)، یک پرورشگاه کلیسای انجیلی در آلمان بود که از سال ۱۸۶۰ تا ۱۹۴۰ در اورشلیم فعالیت می‌کرد.